# Jaya Mukti
Jaya Mukti is een bestuurslaag in het regentschap Dumai van de provincie Riau, Indonesië. Jaya Mukti telt 16.520 inwoners (volkstelling 2010).